# J.J. Jackson
J. J. Jackson (ur. 8 kwietnia 1941, zm. 17 marca 2004 w Los Angeles) – amerykański prezenter radiowy i telewizyjny.
Pracował w radiu w Bostonie; w 1981 został jednym z pierwszych pięciu prezenterów powstającej stacji telewizyjnej MTV, obok Marthy Quinn, Marka Goodmana, Niny Blackwood i Alana Huntera. Grupa ta współtworzyła w latach 80. wizerunek stacji, która stała się wkrótce jedną z ikon popkultury.
Jackson prowadził program 120 minutes, występował także w filmach dokumentalnych produkcji MTV. Po odejściu ze stacji telewizyjnej powrócił do pracy w radiu. Zmarł na atak serca.